# Costa d'oro (Uruguay)

Carta del dipartimento di Canelones con evidenziaata in rosso la Costa d'oro

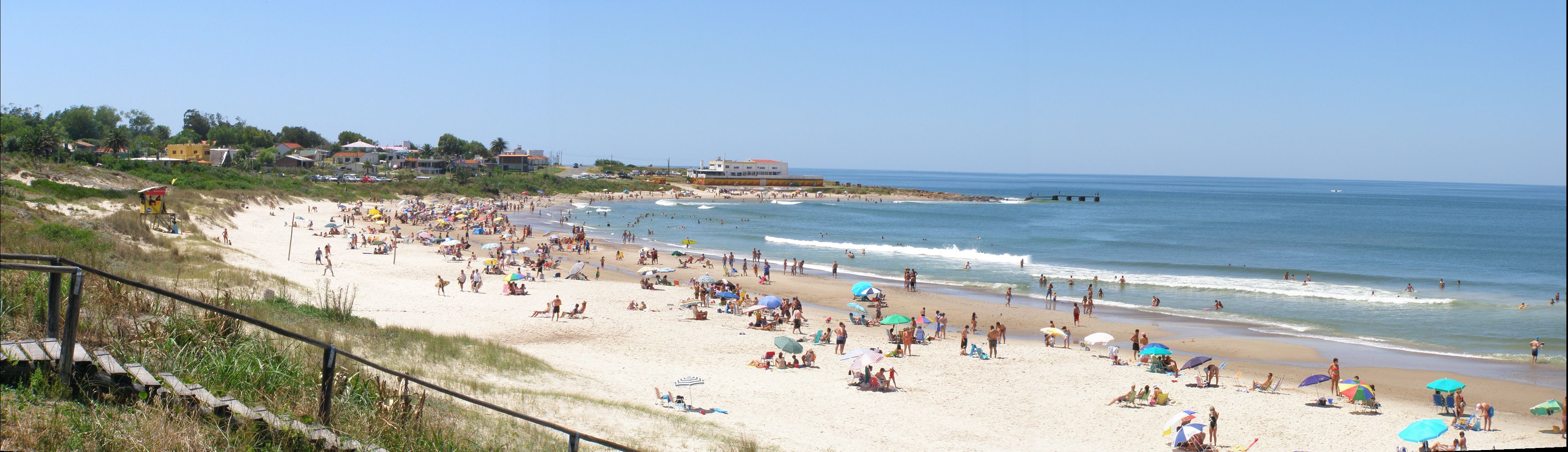
Spiaggia Cuchilla Alta

La Costa d'oro (in spagnolo: Costa de oro) è il nome di una serie di località balneari a est di Ciudad de la Costa nel Dipartimento di Canelones in Uruguay.

## Località balneari
- Neptunia
- Pinamar
- Pinepark
- Salinas
- Marindia
- Fortín de Santa Rosa
- Villa Argentina
- Atlántida
- Las Toscas
- Parque del Plata
- Las Vegas
- La Floresta
- Costa Azul
- Bello Horizonte
- Guazuvirá Nuevo
- Guazuvirá
- San Luis
- Los Titanes
- La Tuna
- Araminda
- Santa Lucía del Este
- Biarritz
- Cuchilla Alta
- El Galeón
- Santa Ana
- Balneario Argentino
- Jaureguiberry